# Centre pénitentiaire de Lorient-Ploemeur
Le centre pénitentiaire de Lorient-Ploemeur est une prison française située dans le département du Morbihan en région Bretagne. Ce centre pénitentiaire peut accueillir jusqu'à 300 détenus.

## Histoire
Le centre pénitentiaire est inauguré le 8 mai 1982 en remplacement de la prison Frébault de Lorient, endommagée par les tempêtes de 1978 et 1979.